# Sander canadensis
Sander canadensis és una espècie de peix de la família dels pèrcids i de l'ordre dels perciformes. Es troba a Amèrica del Nord: les conques de la badia de Hudson, el golf de Sant Llorenç, els Grans Llacs d'Amèrica del Nord
i el riu Mississipi des del Quebec i Alberta

al Canadà

 fins al nord d'Alabama i Louisiana als. Ha estat introduït a la zona atlàntica.

Els mascles poden assolir els 76 cm de longitud total (normalment, en fa 35,8) i 3.960 g de pes.
És un peix d'aigua dolça, demersal i de clima temperat (55°N-32°N), el qual viu als fons sorrencs, fangosos i de grava d'aigües estancades i de rius petits i grans. És menys freqüent a llacs i embassaments.
Les larves mengen cladòcers, copèpodes i larves de mosquit, mentre que els joves es nodreixen de peixos.
La reproducció ocorre entre el març i el juny en parells o en petits grups.

La seua esperança de vida és de 18 anys.